# 大空賛歌
大空賛歌（おおぞらさんか）は桑原ほなみが作詞、黒澤吉徳が作曲した合唱曲。混声3部合唱。1977年作曲。
小中学校の教科書に載っており、また、学校での合唱コンクールなどの行事の定番曲である。

## 録音
- 神代中学校合唱団（指揮：渡瀬昌治）
  - 1990年『新版 混声合唱曲集1』（日本コロムビア COCG-6132）、2009年『あの日教室で歌った 思い出の合唱曲 あの素晴らしい愛をもう一度』（日本コロムビア COCX-35948）などに収録。
- 東京都三鷹市立第三中学校（指揮：柴山正雄）
  - 2000年『小学生のための「ハロー！マイソング」(9)高学年向き(1)』（ビクター VICS-61041）に収録